# Adoretus manyaraensis
Adoretus manyaraensis är en skalbaggsart som beskrevs av Frey 1970. Adoretus manyaraensis ingår i släktet Adoretus och familjen Rutelidae. Inga underarter finns listade i Catalogue of Life.